# Mount Pleasant (Wisconsin)
Pour les articles homonymes, voir Mount Pleasant.
Mount Pleasant est un village du comté de Racine, dans l'État du Wisconsin, aux États-Unis. En 2020, il comptait une population de 27 732 habitants.